# فلاوان
فلاوان (به انگلیسی: Flavan) با فرمول شیمیایی C۱۵H۱۴O یک ترکیب شیمیایی است. که جرم مولی آن ۲۱۰٫۲۷ g/mol می‌باشد. 